# الفتاة الإوزة (رواية)
فتاة الإوزة هي رواية خيالية من تأليف شانون هيل مستوحاة من قصة الأخوان غريم الخيالية التي تحمل نفس العنوان، والتي نشرتها دار بلومزبري في عام 2003. إنها رواية هيل الأولى والأولى في سلسلة كتب بايرن. تدور أحداث القصة حول أنيدوري كيلادرا آني تاليانا إيزيلي (التي سُميت فيما بعد إيزي)، ولية عهد كيلدينري أثناء سفرها إلى مملكة بايرن المجاورة لتتزوج ولي عهدهم. في الرحلة تخونها خادمتها الغيورة ويتقلب عليها الحرس ويجب عليها إثبات هويتها الحقيقية كأميرة. كان الاستقبال النقدي للرواية إيجابيًا في الغالب. فازت الرواية بجائزة جوزيت فرانك للرواية لعام 2003 ونشر باللغات الإنجليزية والإسبانية والمجرية والهولندية واليابانية والفيتنامية.   

## التطوير
أثناء وجودها في كلية الدراسات العليا في جامعة مونتانا قررت هيل أن تكتب رواية لقصتها الخيالية المفضلةالفتاة الإوزة،  بعد تحدٍ من أحد الأصدقاء.  لقد سعت بشكل أساسي إلى البقاء قريبةً من هيكل الحكاية الأصلية قدر الإمكان  أثناء الغوص بشكل أعمق في أجزاء من القصة التي تُركت دون تفسير من قبل.  كانت مخطوطتها الأصلية مكونة من 80 صفحة. أُعيدت كتابتها حوالي 30 مرة  ورفضها العديد من المحررين قبل النشر. 
أرادت هيل أن تخلق عالمًا يستطيع القراء أن يتصالحوا فيه مع الواقع. أرض بايرن التي تُسافر إليها آني مستوحاة جزئيًا من ألمانيا . كتبت هيل الرواية وهي تضع في اعتبارها نفسها المراهقة والبالغة باعتبارها الجمهور المثالي. كانت صداقة آني وإينا ورومانسية آني وجيريك مستوحاة من علاقات هيل الخاصة. 

## الحبكة
عندما وُلدت ولية العهد الأميرة أنيدوري-كيلادرا تاليانا إيسيلي لم تفتح عينيها حتى احتضنتها عمتها. أصبحت عمتها مربيتها ورفيقتها الدائمة، وأطلقت عليها لقب آني وأخبرتها قصصًا عن ثلاث هدايا يمتلكها الناس: التحدث مع الناس والتحدث مع الحيوانات والتحدث مع الطبيعة. كانت العمة تمتلك القدرة الثانيةفتعلم آني التحدث مع الطيور وخاصةً البجع. تكبر آني وتصبح أكثر راحة في البركة منها في القصر. عندما تغادر عمتها تضطر آني إلى التخلي عن موهبتها الفريدة. في سن السادسة عشرة، تكرس نفسها للتحضير لتكون ملكة كيلدينري القادمة، لكنها تجد العزاء في التواصل مع حصانها، فالادا. بعد وفاة والدها، تخبرها والدتها أنها بدلاً من أن تصبح ملكة عليها السفر إلى مملكة بايرن والزواج من ولي العهد. خلال الرحلة تمرد نصف الحرس الملكي وحاولوا قتل الأميرة واستبدالها بسيليا، سيدة آني المنتظرة، لكن آني هربت تاركة وراءها حصانها فالادا.
بعد أيام من المشي في الغابة والنجاة من الهلاك، تتخذ آني الاسم المستعار إيزي وتسافر إلى عاصمة بايرن. وسرعان ما تكتشف أن سيليا قد تولت دور الأميرة. تجد آني وظيفة في الملك وهي رعاية الإوز، فتعيش بين عمال الحيوانات الآخرين الذين تروي لهم القصص. بعد محاولات تتعلم استخدام مهاراتها في التحدث مع الحيوانات للتواصل مع الإوز. في هذا الوقت، تكتشف ببطء قدرتها على التحدث مع الطبيعة: بدأت تفهم الرياح وتستطيع تحريكها. تصادق آني أيضًا حارسًا ملكيًا يُدعى جيريك، وسرعان ما يبدأون في تطوير مشاعر رومانسية تجاه بعضهم البعض. في أحد الأيام تكتشف إينا صديقة آني، هويتها السرية وتقسم على مساعدتها في استعادة العرش عندما يحين الوقت. يخبر جيريك آني أنه تم التخطيط لإعدام فالادا؛ تحاول إنقاذه، ولكن بعد فوات الأوان. أرسل لها لاحقًا رسالة يقول فيها إنه لن يتمكن من رؤيتها بعد الآن. تواصل آني حياتها كفتاة الإوزة، وتستخدم قدراتها في التحدث مع الحيوان والتحدث مع الرياح لإنقاذ إوزها من اللصوص. علمت بعد ذلك أن سيليا نشرت شائعة مفادها أن كيلدينري يخطط لمهاجمة بايرن. أونجولاد حارس سيليا الأكثر ولاء يُطارد آني ويطعنها في ظهرها. تهرب بصعوبة وتهرب إلى الغابة إلى أن تشفى. وهنا تكتشف أن أحد حراسها المخلصين، تالون قد نجا ويرافقها إلى المملكة. عندما عادت اكتشفت أن إينا أخبرت عمال الحيوانات الآخرين بسر آني، فاحتشدوا خلفها.
تتوجه المجموعة إلى القلعة حيث سيقام حفل الزفاف. وهنا تواجه آني سيليا وتعلم أن ولي عهد بايرن هو في الواقع جيريك. تُحاصر سيليا وأونغولاد آني وحدها، ولكن قبل أن يتمكنوا من قتلها، يظهر جيريك المتنصت مع الملك بعد سماع اعتراف سيليا الكامل. تندلع معركة ويهزم جيريك بمساعدة آني التي تتحكم بالرياح أونجولاد. ثم يُقبض على سيليا أيضًا. بعد أيام ذهبت آني أمام الملك وأقنعه بأن كيلدينري ليس لديه خطط لمهاجمة بايرن. أعجب جيريك بهذا وبمعرفة آني ببايرن. الآن بعد أن ثبت أنها خطيبته الحقيقية، يعترفون بحبهم لبعضهم البعض ويحكمون معًا بسعادة.

## الاستقبال النقدي
أشادت صحيفة نيويورك تايمز بتوسيع هيل للحكاية الخيالية الأصلية فتاة الإوز قائلة: "في طبقة فوق طبقة من التفاصيل تظهر قصة جميلة عن بلوغ سن الرشد، حكاية عن تعلم كيفية إنقاذ نفسك بدلاً من الوقوع عن طريق الخطأ في السعادة الأبدية". كتبت  صامويلز في مراجعة لصحيفة الغارديان أن كتابات هيل تتمتع بالطاقة ويمكن أن تكون جذابة، لكن الحجم الهائل من الكلمات المستخدمة لتوضيح كل التفاصيل يمثل مشكلة. أشارت مراجعة مجلة بابليشرز ويكلي أيضًا إلى  الكثير من التفاصيل باعتبارها عيبًا، لكنها وصفت أيضًا الرواية "إعادة رواية مُرضية ومزخرفة بشكل غني لرواية كلاسيكية تنقل القيم التي لا تزال ذات صلة بالقراء المعاصرين. لاحظت  كيركس أيضًا أن رواية هيل الأولى طويلة جدًا إلى حد لا بأس به، لكنها أضافت أن القراء المراهقين المهووسين المنغمسين في الرومانسية واللغة الفاتنة، ربما لن يلاحظوا ذلك." كتبت  مجلة سكول لايبراري جورنال : إن رواية هيل غنية بشكل رائع، ومليئة بالوصف البليغ والصور الجميلة، وبحبكة معقدة ومجموعة كبيرة من الشخصيات وبطلة قوية. كما أشادت  بوكليست بشخصية آني، ووصفت الرواية بأنها حكاية مغامرة رائعة مليئة بالمخاطر والتشويق والتقلبات المفاجئة مع نهاية مرضية. 

## الجوائز و الترشيحات
- 2003 جائزة جوزيت فرانك للرواية [16]
- واحد من 100 كتاب للقراءة والمشاركة في مكتبة مدينة نيويورك العامة [17]
- أفضل 10 كتب للشباب البالغين وفقًا لجمعية المكتبات الأمريكية [18]
- جمعية خدمات المكتبات للشباب البالغين لعام 2004 لأفضل 10 المراهقين [19]
- جائزة يوتا لكتاب الأطفال لعام 2003 [20]
- جائزة يوتا للخيال التأملي لعام 2003 [21]
- جائزة AML لأدب الشباب لعام 2003 [22]
- التصفيات النهائية لجائزة ميثوبويك[23]
- جائزة هامبتي دمبتي للكتاب لعام 2004 من رابطة بائعي الكتب المستقلين في وسط الجنوب [24]
- المرشح لجائزة خلية النحل لعام 2005 [25]
- كتاب قائمة قراءة تكساس لون ستار لعام 2004 [26] [27]
- مرشح لجائزة جاردن ستيت للكتاب للمراهقين لعام 2006 [28]

## تاريخ النشر
- 2003، الولايات المتحدة الأمريكية، بلومزبري لكتب الأطفال،(ردمك 1-58234-843-X) ، تاريخ النشر 8 أغسطس 2003، غلاف مقوى
- 2003، المملكة المتحدة، بلومزبري للنشر بي إل سي،(ردمك 0-7475-6419-1) ، تاريخ النشر 3 نوفمبر 2003، غلاف مقوى
- 2005، الولايات المتحدة الأمريكية، دار بلومزبري للنشر بي إل سي،(ردمك 0-7475-7123-6) ، تاريخ النشر 3 يناير 2005، غلاف ورقي
- 2005، الولايات المتحدة الأمريكية، طاقم الصوت الكامل،(ردمك 1-932076-72-7) ، كتاب مسموع

## الروابط الخارجية
- الكتب: فتاة الإوزة على الموقع الرسمي للمؤلف